# Samira Sitaïl
Samira Sitaïl (Bourg-la-Reine, 16 de mayo de 1964) es una periodista franco - marroquí. El 19 de octubre de 2023 fue designada embajadora de Marruecos en Francia. De 2002 a 2020 fue reportera, redactora jefe y presentadora de los informativos y debates del canal de televisión marroquí 2M, lanzó las primeras revistas de investigación del panorama audiovisual marroquí y contribuyó a arrojar luz sobre cuestiones consideradas tabú en Marruecos, tanto política como socialmente.

## Biografía
Nacida y criada en Francia, Sitaïl estudió periodismo de televisión en París e hizo prácticas en varias cadenas francesas antes de recalar, en 1987, como becaria en la televisión pública marroqui. Tras incorporarse a la plantilla dirigió después un programa de noticias en la recién creada 2M y en 2001 fue nombrada directora de los informativos de esta cadena.
Tras un máster dedicado a comunicación en Celsa-Sorbonne, realizó un máster en gestión de riesgos en 2020 alternando con la actividad profesional como senior advisor en la  agencia de comunicación europea con sede en Madrid Marco de Comunicación.
En 2002 fue nombrada directora de información de la cadena nacional marroquí 2M y luego directora general adjunta encargada de las redacciones de los tres medios de comunicación del grupo audiovisual marroquí. Entre los contenidos transgresores que planteó estaban la pedofilia, la prostitución, las resistencias al cambio que representan los conservadurismos…
En 2008, Samira Sitaïl fue objeto de violentos ataques por parte de la Partido islamista marroquí el PJD (Partido Justicia y Desarrollo) por sus posiciones que cuestionaban las posiciones del partido y movimientos del entorno.
En 2011, fue amenazada por haber denunciado el control del movimiento islamista radical Al Adl Wal Ihssan (Justicia y Caridad) del Movimiento 20 de Febrero nacido durante la Primavera Árabe. Necesitando protección policial.
Durante el Movimiento 20 de Febrero se volvió a señalar su proximidad a la monarquía marroquí. En cuestión, el tratamiento mediático considerado sesgado y parcial en diversas emisiones de 2M. El 1 de abril de 2011, los empleados organizaron una sentada para denunciarlo frente a los locales del canal en Aïn Sebaa, y corearon " Samira aclara ! » 